# نورتون (سری‌لانکا)
نورتون (به لاتین: Norton) یک منطقهٔ مسکونی در سری‌لانکا است که در استان مرکزی (سری‌لانکا) واقع شده‌است.